# Hydrophorus sodalis
Hydrophorus sodalis är en tvåvingeart som beskrevs av Wheeler 1899. Hydrophorus sodalis ingår i släktet Hydrophorus och familjen styltflugor. Inga underarter finns listade i Catalogue of Life.